# Pseudotalopia fernandrikae
Pseudotalopia fernandrikae is een slakkensoort uit de familie van de Trochidae. De wetenschappelijke naam van de soort is voor het eerst geldig gepubliceerd in 2005 door Vilvens.